# 75e bataillon de tirailleurs sénégalais
Pour les articles homonymes, voir 75e régiment.
Le 75e Bataillon de Tirailleurs Sénégalais (ou 75e BTS) est un bataillon français des troupes coloniales.

## Création et différentes dénominations
- 7 juillet 1916 : Formation du 75e Bataillon de Tirailleurs Sénégalais à Fréjus

## Chefs de corps
- 4 juillet 1916 : Chef de bataillon Bec
- 3 mai 1917 : Chef de bataillon Parison
- 15 juillet 1918 : Capitaine Laforgue

## Historique des garnisons, combats et batailles du75eBTS

### 1916
- 25 juillet : le bataillon reçoit 6 caporaux et 60 tirailleurs du 81e BTS
- 30 juillet : l’état-major, la 2e et la 4e compagnies partent pour Toulon et sont mis à disposition des Établissements de Pyrotechnie Maritime
- 6 août : le bataillon reçoit 60 tirailleurs du 81e BTS
- 12 août : les 1re et 3e compagnie rejoignent le reste du bataillon
- 3 mai : de retour à Fréjus, le bataillon est converti en bataillon de renfort

### 1917
- 4 juin : une 5e compagnie est constituée avec des recrues venant du Sénégal
- 16 août : la 5e compagnie est prélevée pour former le 106e BTS
- 28 septembre : embarquement par voie ferrée pour Marseille
- 29 septembre : embarquement à bord du Impératrice Catherine II à destination de Bizerte
- 4 octobre : arrivée à Bizerte, le bataillon est dirigé sur Sousse

### 1918
- 12 mars : la 3e compagnie est dirigée sur Sidi El Hani pour y tenir garnison
- 16 mars : le reste du bataillon rejoint Kerouan. Un détachement destiné à l'Armée d'Orient est rassemblé au bataillon (3 officiers, 6 sous-officiers et 300 indigènes)
- 2 avril : le train de combat rejoint Bône et embarque pour la France
- 8 avril : le détachement d'Orient est dirigé sur Bizerte pour embarquer
- 12 avril : le bataillon quitte Kerouan pour embarquer pour la France
- 13 avril : arrivée du bataillon à Bizerte
- 23 avril : embarquement du bataillon
- 26 avril : arrivée à Marseille
- 27 avril : débarquement, le bataillon est rejoint par la Compagnie de Mitrailleuses qui vient d'être formée à Saint-Raphaël. Début des opérations de mise sur le pied de guerre.
- 30 avril : embarquement par voie ferrée
- 2 mai : arrivée et débarquement à Longeville-en-Barrois ; le bataillon est dirigé sur Vavincourt où il prend ses cantonnements
- 17 mai : déplacement et cantonnement à Courouvre
- 18 mai : déplacement et cantonnement au Camp des Cinq Frères
- 19 mai : Déplacement et cantonnement à 2 km au nord nord-est de Sommedieue
- 2 juin : le bataillon est mis à la disposition du 232e RI (59e DI)
- 6 juin : les 1re et 4e compagnies ainsi que la Compagnie de Mitrailleuses montent en ligne
- 16 juin : un petit détachement effectue un coup de main sur la tranchée ennemie, sans perte ; la 2e compagnie monte en ligne pour occuper un point d'appui
- 18 juin : la 3e compagnie monte en ligne et occupe un point d'appui
- 19 juin : la 3e compagnie relève la 4e compagnie
- 22 juin : la section d'élite effectue un coup de main sur les lignes allemandes : pas de blessé mais elle ne fait pas de prisonnier
- 23 juin : la 4e compagnie relève la 1re compagnie
- 30 juin : le bataillon est relevé
- 1er juillet : le bataillon fait mouvement sur Dugny-sur-Meuse
- 5 juillet : embarquement en gare de Dugny est
- 6 juillet : débarquement à Louvres et va cantonner à Fosses
- 9 juillet : embarquement en camions jusqu'à Boursonne puis déplacement à pied pour la forêt domaniale de Villers-Cotterêts où il cantonne. Le bataillon est rattaché à la 128e DI, accolé au 167e RI
- 26 juillet : reçoit 1 officier et 135 hommes en renfort du 104e BTS
- 7 septembre : le bataillon reçoit 1 sergent, 1 caporal et 47 tirailleurs du 82e BTS
- 8 septembre : le bataillon reçoit 265 hommes en renfort du 102e BTS à la suite de la dissolution de ce dernier

## Faits d'armes faisant particulièrement honneur au bataillon
Le 18 juillet 1918 au bois Madame, Louâtre 02600.
Le capitaine Caufment Xavier commandant le 1re compagnie du 75e bataillon  de tirailleurs Sénégalais a commandé sa compagnie à l'attaque du bois Madame et malgré de lourdes pertes l'a maintenue toute la journée, sans abandonner le terrain conquis.
Le 29 août 1918 à Champs 02670.
Le capitaine a pris le commandement du 75e bataillon qui a repoussé avec succès une contre-attaque ennemie.

### Sources et bibliographie
Mémoire des Hommes